# 娜茲莉·薩布里
娜茲莉·薩布里（土耳其語：Nazlı Sabri，阿拉伯语：‎，1894年6月25日—1978年5月29日），埃及首任王后。她是国王福阿德一世的第二任妻子。
薩布里来自一个有土耳其和法国血统的贵族家庭，父亲是奥斯曼帝国驻在开罗的官员。她分别在埃及和法国巴黎接受教育。1918年，她被逼和表亲Khalil Sabri结婚，但几个月后就离婚。后来她也曾經和政治家萨德·扎格卢勒的侄子有过短暫的婚约。
福阿德一世在一场歌剧演出中邂逅了比他年轻25岁的薩布里。两人在1919年5月24日在皇宫结婚。婚后，福阿德一世安排薩布里居住在后宫。直到她诞下儿子法鲁克，福阿德才讓她搬到正宫。她西方化的生活方式是她难以适应在后宫保守的环境，因此薩布里和国王的婚姻并不和谐。夫妇经常吵架，国王更会掌摑她的面和把她关起来。
她的儿子在1936年登基为国王。薩布里和幼女茀蒂亚公主在1955年遭法鲁克国王剝奪王室头衔，原因是薩布里支持茀蒂亚嫁给一位埃及科普特基督徒。她后来改宗天主教会并在美国定居。